# Блосом (Тексас)
Блосом (енгл. Blossom) град је у америчкој савезној држави Тексас. По попису становништва из 2010. у њему је живело 1.494 становника.

## Демографија
Према попису становништва из 2010. у граду је живело 1.494 становника, што је 55 (3,8%) становника више него 2000. године.
| Група             | 2000.         | 2010.         |
| Белци             | 1.287 (89,4%) | 1.354 (90,6%) |
| Афроамериканци    | 30 (2,1%)     | 35 (2,3%)     |
| Азијати           | 2 (0,1%)      | 0 (0,0%)      |
| Хиспаноамериканци | 96 (6,7%)     | 75 (5,0%)     |
| Укупно            | 1.439         | 1.494         |